# آب‌انبار حاجی محمد
آب‌انبارحاجی محمد مربوط به دوره پهلوی دوم است و در بندرلنگه، خیابان شهید بهشتی، روبروی آزمایشگاه مرکزی واقع شده و این اثر در تاریخ ۲۴ اسفند ۱۳۸۳ با شمارهٔ ثبت ۱۱۴۷۵ به‌عنوان یکی از آثار ملی ایران به ثبت رسیده است.